# سوخته (فیلم ۲۰۰۳)
سوخته (به انگلیسی: Scorched) فیلمی محصول سال ۲۰۰۳ و به کارگردانی گوین گرازر است. در این فیلم بازیگرانی همچون آلیسیا سیلورستون، ریچل لی کوک، وودی هرلسون، جان کلیز، پائولو کوستانزو، دیوید کرامهولتز، جاشوآ لنرد، ایوان سرگئی و جفری تامبر ایفای نقش کرده‌اند.